# Liste der Geotope im Landkreis Kitzingen
Diese Liste enthält die Geotope des unterfränkischen Landkreises Kitzingen in Bayern.
Die Liste enthält die amtlichen Bezeichnungen für Namen und Nummern des Bayerischen Landesamt für Umwelt (LfU) sowie deren geographische Lage. Diese Liste ist möglicherweise unvollständig. Im Geotopkataster Bayern sind etwa 3.400 Geotope (Stand März 2020) erfasst. Das LfU sieht einige Geotope nicht für die Veröffentlichung im Internet geeignet. Einige Objekte sind zum Beispiel nicht gefahrlos zugänglich oder dürfen aus anderen Gründen nur eingeschränkt betreten werden.
| Name                                            | Bild           | Geotop ID | Gemeinde / Lage                 | Geologische Raumeinheit     | Beschreibung | Fläche m² / Ausdehnung m | Geologie                                                                               | Aufschlussart                  | Wert               | Schutzstatus                                           | Bemerkung                       |
| ----------------------------------------------- | -------------- | --------- | ------------------------------- | --------------------------- | --- | ------------------------ | -------------------------------------------------------------------------------------- | ------------------------------ | ------------------ | ------------------------------------------------------ | ------------------------------- |
| Gipskeuper am Schwanberg NE von Iphofen         | weitere Bilder | 675A001   | Iphofen Position                | Gipskeuperregion            | Die Aufschlüsse zeigen den teils kontinuierlichen, teils erosiven Kontakt von Estherienschichten zum Schilfsandstein. Graue Ton- und Tonmergelsteine mit weißen Gipslagen (Estherienschichten) werden dort von gelben Sandsteinen (Schilfsandstein) überlagert. Teilweise sind in den Sandsteinen gut erkennbare Sedimentationsstrukturen erhalten. | 100 50 × 2               | Typ: Schichtfolge, Sedimentstrukturen Art: Sandstein, Tonmergelstein                   | Böschung                       | wertvoll           | Landschaftsschutzgebiet, FFH-Gebiet, Vogelschutzgebiet | Bayerns schönste Geotope Nr. 57 |
| Ehem. Muschelkalkbruch SW von Krautheim         | weitere Bilder | 675A002   | Volkach Position                | Östliche Fränkische Platten | Der Aufschluss liegt in einer durch Verwerfung geteilten Horstscholle (Störungszone von Wipfeld-Gaibach-Prichsenstadt). Das Profil reicht von den dickbankigen Stylolithenkalken (Mittlerer Muschelkalk) bis in den Oberen Muschelkalk, wobei letzterer nur noch am oberen Bruchrand einsehbar, aber schwer zugänglich ist. | 3600 40 × 90             | Typ: Schichtfolge, Störung Art: Kalkstein                                              | Steinbruch                     | wertvoll           | Naturdenkmal                                           |                                 |
| Ehem. Muschelkalkbruch Zepter E von Obernbreit  |                | 675A003   | Obernbreit Position             | Östliche Fränkische Platten | Die anstehende, fossilreiche Schichtfolge liegt außerhalb (östlich) des Quaderkalkbereiches. Sie wird als Normal- oder Uffenheimer Fazies angesprochen. Im Zepter Bruch wurde das einzige vollständige Nautilus-Unterkiefer (conchorhynchus avirostris) gefunden. Die Schichtfolge reicht vom oberen Teil der Dickbankzone bis zum Ostracodenton. | 800 80 × 10              | Typ: Tierische Fossilien, Schichtfolge Art: Kalkstein                                  | Steinbruch                     | wertvoll           | kein Schutzgebiet                                      |                                 |
| Ehem. Werksandsteinbruch SE von Brünnau         |                | 675A006   | Prichsenstadt Position          | Östliche Fränkische Platten | Im dünnbankigen Sandstein des aufgelassenen Bruches finden sich Pflanzenhäcksel und -reste, wie z. B. der Schachtelhalm Equisetites. Die große Mächtigkeit des Sandsteins weist darauf hin, dass er dort als Flutfazies vorliegt. Eine Abbauwand ist gut erhalten und zugänglich. Das Gelände wird als Obstgarten genutzt. | 9000 180 × 50            | Typ: Pflanzliche Fossilien, Gesteinsart Art: Sandstein                                 | Steinbruch                     | wertvoll           | kein Schutzgebiet                                      |                                 |
| Tonmergelstein am Schwanberg NNE von Iphofen    | weitere Bilder | 675A007   | Iphofen Position                | Gipskeuperregion            | Der Aufschluss präsentiert Gips führende Estherienschichten mit einer maximalen Höhe von 8 m. Graue Ton- und Tonmergelsteine sind durchzogen von teilweise gewellten und etwa 1–2 cm mächtigen Fasergipslagen. | 3000 15 × 200            | Typ: Gesteinsart Art: Tonmergelstein, Gips                                             | Böschung                       | wertvoll           | Naturschutzgebiet, Landschaftsschutzgebiet, FFH-Gebiet |                                 |
| Ehem. Muschelkalkbruch SSW von Dettelbach       | weitere Bilder | 675A008   | Dettelbach Position             | Östliche Fränkische Platten | Großer Aufschluss mit weitreichendem Profil vom oberen Muschelkalk bis in den unteren Keuper. Im Bereich der Bruchsohle liegt die Cycloidesbank, ist jedoch weitestgehend abgebaut. Im oberen Drittel liegt die Terebratelbank. Das Profil reicht bis zu den Wagnerschen Platten im unteren Keuper. | 39000 300 × 130          | Typ: Schichtfolge, Tierische Fossilien, Sedimentstrukturen Art: Kalkstein, Mergelstein | Steinbruch                     | besonders wertvoll | kein Schutzgebiet                                      |                                 |
| Acrodus-Corbula-Zone SE von Nenzenheim          | weitere Bilder | 675A009   | Iphofen Position                | Gipskeuperregion            | Der ehemalige Straßenaufschluss ist zugewachsen. Rotviolette Tonsteine (kmM) werden hier überlagert von graugrünen Tonsteinen (kmE), die – typisch für den tonigen Gipskeuper – einen nahen Wechsel zu Dolomitsteinbänken anzeigen: Es folgt die Corbula-Bank. Diese ist 50 m weiter im Osten in einer ehemaligen Tongrube besser und mit 60 cm Mächtigkeit aufgeschlossen. Reste der Acrodus-Bank sind im Geotopbereich als Lesesteine erhalten.                                                                                      | 5000 100 × 50            | Typ: Standard-/Referenzprofil, Störung Art: Tonstein, Mergelstein                      | Lehmgrube/Tongrube/Mergelgrube | wertvoll           | Landschaftsschutzgebiet, Vogelschutzgebiet, Naturpark  |                                 |
| Frankfurter Brüche SE von Rödelsee              | weitere Bilder | 675A010   | Iphofen Position                | Gipskeuperregion            | Am Wanderweg von Rödelsee zum Schwanberg liegt ein Areal von alten Schilfsandstein-Brüchen, die nach dem Sitz der ehemaligen Betreiber-Firma als Frankfurter Brüche bezeichnet werden. Sie sind inzwischen teilweise zugewachsen. Ein Fußweg führt zum oberen Teil einer Aufschlusswand mit roten und grünen Ton- und Mergelsteinen der Lehrbergschichten.Innerhalb der Schichten sind weiße und hell-orange farbene Bänder aus Fasergips (Berggips) erkennbar. Im unteren Teil ist an wenigen Stellen Schilfsandstein aufgeschlossen. | 5000 100 × 50            | Typ: Schichtfolge, Gesteinsart Art: Tonstein, Sandstein                                | Steinbruch                     | wertvoll           | Naturschutzgebiet, Landschaftsschutzgebiet, FFH-Gebiet |                                 |
| Schilfsandsteinbruch SE von Seinsheim           |                | 675A011   | Seinsheim Position              | Gipskeuperregion            | Am Nordwesthang des Kapellbergs befindet sich der aufgelassene Schilfsandsteinbruch Seinsheim. Im Schutt finden sich gelegentlich Pflanzenfossilien (v. a. Schachtelhalm-Reste). Im Bruch wurden zuletzt 1989 Steine für die Erneuerung der Kirchenmauer in Seinsheim gebrochen. Heute wird der Bruch als Klettergarten genutzt. | 5000 100 × 50            | Typ: Gesteinsart, Pflanzliche Fossilien, Sedimentstrukturen Art: Sandstein             | Steinbruch                     | bedeutend          | Landschaftsschutzgebiet, FFH-Gebiet, Vogelschutzgebiet |                                 |
| Schilfsandsteinbruch Kugelspiel WSW von Castell |                | 675A012   | Castell Position                | Gipskeuperregion            | Der alte Schilfsandsteinbruch befindet sich südwestlich von Castell unterhalb des Kugelspielberges. Mehrere dicke Sandsteinbänke wechseln sich mit dünnen tonigen Lagen ab. Der Steinbruch liegt etwas unterhalb des Steigerwald-Panoramaweges. | 10000 200 × 50           | Typ: Gesteinsart, Sedimentstrukturen Art: Sandstein                                    | Steinbruch                     | bedeutend          | Landschaftsschutzgebiet, FFH-Gebiet, Vogelschutzgebiet |                                 |
| Ortelsbruch ESE von Abtswind                    | weitere Bilder | 675A013   | Abtswind Position               | Gipskeuperregion            | Der Schilfsandsteinbruch liegt auf dem Wanderweg A2. Der feinkörnige Sandstein mit sehr gleichmäßiger Struktur wird zeitweise noch in 2 Lagen mit je 2 bis 3 m Mächtigkeit abgebaut. Von hier stammen Bausteine für die Würzburger Residenz. | 5000 100 × 50            | Typ: Gesteinsart, Sedimentstrukturen, Pflanzliche Fossilien Art: Sandstein             | Steinbruch                     | wertvoll           | Landschaftsschutzgebiet, Naturpark                     |                                 |
| Kleines und Großes Grundlos NE von Hellmitzheim | weitere Bilder | 675Q001   | Iphofen Position                | Gipskeuperregion            | Bachlauf und Uferstreifen der beiden kleinen Quelltümpel sind als Naturdenkmal ausgewiesen. Aus dem verkarsteten Grundgips treten sulfatische Wässer in zwei kleinen Quelltrichtern aus. Die Quellen sind mittlerweile komplett zugewachsen. | 250 50 × 5               | Typ: Verengungsquelle Art: Gips, Tonmergelstein                                        | kein Aufschluss                | bedeutend          | Naturdenkmal                                           |                                 |
| Dünen im Michelheidewald NW von Wiesentheid     |                | 675R001   | Wiesentheid Position            | Östliche Fränkische Platten | Im Michelheidewald haben sich über dem Lettenkeuper spät- oder postglazial ein Dünenfeld und eine Flugsanddecke gebildet. In dem bewaldeten Gebiet Gauwitzen finden sich auf langen Strecken NW-gerichtete Dünen, daneben kommen im Gebiet Fladig aber auch andere Dünenformen vor (mehrere Einzeldünen und zwei bogige Dünenkämme). | 8000 400 × 20            | Typ: Dünenfeld Art: Sand                                                               | kein Aufschluss                | bedeutend          | Vogelschutzgebiet                                      |                                 |
| Dünen im Spessart E von Sommerach               | weitere Bilder | 675R002   | Volkach Position                | Östliche Fränkische Platten | Das Dünenfeld mit einer großräumigen, 10 m hohen Sicheldüne entstand spät- bis postglazial durch Ausblasen der Maintalschotter. Aus ökologischen Gesichtspunkten handelt es sich um einen bedeutenden Sonderstandort. Im Nordflügel der großen Düne befindet sich eine aufgelassene Sandgrube, die inzwischen zuzuwachsen beginnt. | 15000 500 × 30           | Typ: Dünenfeld Art: Sand                                                               | sonstiger Aufschluss           | bedeutend          | Naturschutzgebiet, FFH-Gebiet, Vogelschutzgebiet       |                                 |
| Eichelsee-Doline am Kreuzberg NNW von Sommerach | weitere Bilder | 675R003   | Sommerach Position              | Östliche Fränkische Platten | Die temporär wassergefüllte Doline am Kreuzberg liegt in Werksandsteinschichten. Sie entstand wohl durch Einbrechen eines Karsthohlraumes in den unterlagernden Gesteinen des Oberen Muschelkalkes. Die Doline ist zu Trockenzeiten verschlammt. | 225 15 × 15              | Typ: Doline Art: Sandstein, Kalkstein                                                  | Doline/Erdfall                 | wertvoll           | Landschaftsschutzgebiet                                |                                 |
| Volkacher Mainschleife                          | weitere Bilder | 675R004   | Volkach Position                | Östliche Fränkische Platten | In der Volkacher Mainschleife umfliesst der Main den Umlaufberg der Vogelsburg. Besonders eindrucksvoll ist der Abschnitt südlich Volkach, wo der Main einen 5 km langen Prall- und Gleithang herauspräpariert hat. Der zentrale Teil des Prallhangs bildet aufgrund der Südexposition, der Steilheit und des Muschelkalk-Bodens die Voraussetzung für eine der besten Weinlagen Deutschlands (Escherndorfer Lump). | 5000000 5000 × 1000      | Typ: Bach-/Flusslauf, Prallhang, Umlauf-/Durchbruchsberg Art: Kalkstein                | Prallhang/Flussbett/Bachprofil | wertvoll           | Landschaftsschutzgebiet                                | Bayerns schönste Geotope Nr. 72 |
| Dünenfeld am Sandhügel NNW von Geiselwind       |                | 675R005   | Geiselwind Position             | Sandsteinkeuperregion       | Das ausgedehnte Dünenfeld mit z. T. stark ausgeprägtem Relief befindet sich im Wald, es ist kein Sand aufgeschlossen. Der lokale Wanderweg G2, der auch zum Alten Drei-Franken-Stein führt, durchquert das Gebiet. | 480000 800 × 600         | Typ: Dünenfeld Art: Sand                                                               | kein Aufschluss                | bedeutend          | Landschaftsschutzgebiet, Naturpark                     |                                 |
| Dünenfeld NE von Grafenneuses                   |                | 675R006   | Geiselwind Position             | Sandsteinkeuperregion       | Die bis zu 15 m hohen Dünenkämme sind als langgestreckte Wälle mit dazwischenliegenden Tälchen voneinander getrennt. Das im Zentralbereich ca. 300 200 m ausgebildete Dünenfeld liegt im Wald. Sand ist nicht aufgeschlossen. Der lokale Wanderweg G1 durchquert das Gebiet. | 210000 700 × 300         | Typ: Dünenfeld Art: Sand                                                               | kein Aufschluss                | wertvoll           | Landschaftsschutzgebiet, Naturpark                     |                                 |
| Gründleinsloch N Castell                        |                | 675Q002   | Castell (Unterfranken) Position | Gipskeuperregion            | Das sagenumwobene Casteller Gründleinsloch ist ein schöner Quelltopf und liegt in ansehnlicher Umgebung am Rand eines Feuchtgebietes. Das frequentierte Freizeitgelände mit Kneippanlage ist von einem öffentlichen Parkplatz über einen schön angelegten Pfad in wenigen Minuten erreichbar. | 100 10 x 10              | Typ: Mineralquelle, Verengungsquelle Art: Gips, Tonmergel                              | kein Aufschluss                | wertvoll           | kein Schutzgebiet                                      |                                 |